# Šiškovič
Šiškovič je priimek več znanih Slovencev:
- Črtomir Šiškovič (*1956), violinist
- Jože Šiškovič (1897—1959), politik
- Karel Šiškovič (1927—1982), novinar, zamejski politik in publicist
- Mojca Nidorfer Šiškovič, slavistka, vodja Centra za slovenščino kot drugi in tuji jezik FF UL
- Mojca Šiškovič, pianistka, čembalistka
- Raul Šiškovič (1931—2012), geograf in politik